# Tátrai Miklós
Tátrai Miklós (Zalaegerszeg, 1986. szeptember 19. –) Európa-bajnoki bronzérmes magyar sportlövő.

## Sportpályafutása
2004-ben kezdett a sportlövészettel foglalkozni a Göcsej SE-ben. A felnőtt magyar bajnokságon 2008-ban állhatott először a dobogóra a légpisztoly 20 lövéses versenyszámában. A következő évben ugyanebben a kategóriában ezüstérmet szerzett. 2010-től a Zalaegerszegi Polgári Lövész Egylet versenyzője volt; 2011-ben a légpisztoly, 2012-ben pedig a szabadpisztoly magyar bajnoka lett. A 2012-es légfegyveres Eb-n 32. helyezést ért el. 2013-ban a légfegyveres Európa-bajnokságon a 39. helyen végzett.
2014-től a Bp. Honvéd színeiben versenyzik, de edzéseinek nagy részét Zalaegerszegen végzi el. A 2014-es légfegyveres Eb-n 22. lett. 2015-ben a légpisztoly Európa-bajnokságon egyéniben 18., csapatban kilencedik volt. A sportlövő Eb-n szabadpisztollyal a 41., standard pisztollyal a 19. helyen zárt.
2016-ban a légfegyveres Eb-n ötödik helyezést ért el, amivel olimpiai kvótát szerzett; csapatban a hatodik helyen végzett. Vegyes csapatban Egri Viktóriával kilencedikek lettek.
A 2018-as világbajnokságon az 54. helyen végzett.
2019-ben 16. lett a légpisztolyos Európa-bajnokságon. 2020-ban vegyes csapatban (Major Veronika) negyedik volt.
A 2021-es Eb-n légpisztollyal 15., Majorral vegyes csapatban 22. lett. 2022-ben bronzérmes lett légpisztollyal az Európa-bajnokságon.

## Eredményei
Magyar bajnokság
- Légpisztoly
  - 1. hely: 2011, 2014, 2015, 2016, 2018, 2019, 2020, 2021, 2022
  - 2. hely: 2009
  - 3. hely: 2008
- Légpisztoly csapat
  - 1. hely: 2014, 2015, 2021, 2022
  - 3. hely: 2016
- Légpisztoly vegyes csapat
  - 1. hely: 2019, 2020
  - 2. hely: 2018
- Szabadpisztoly
  - 1. hely: 2012, 2014, 2015
  - 2. hely: 2011
  - 3. hely: 2013
- Standardpisztoly
  - 1. hely: 2015
- standardpisztoly csapat
  - 1. hely: 2015